# Olympische Sommerspiele 1976/Leichtathletik – 200 m (Frauen)

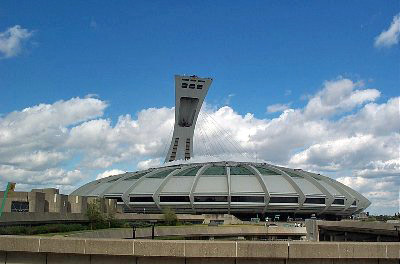
Das Olympiastadion in Montreal

Der 200-Meter-Lauf der Frauen bei den Olympischen Spielen 1976 in Montreal wurde am 26. und 28. Juli 1976 im Olympiastadion Montreal ausgetragen. 36 Athletinnen nahmen teil.
Olympiasiegerin wurde Bärbel Eckert aus der DDR. Sie gewann vor Annegret Richter aus der Bundesrepublik Deutschland und Renate Stecher aus der DDR.
Neben den beiden Medaillengewinnerinnen nahm auch Carla Bodendorf, frühere Carla Rietig, für die DDR teil. Sie konnte sich ebenfalls für das Finale qualifizieren und wurde Vierte.

Für die Bundesrepublik Deutschland starteten zudem Inge Helten und Annegret Kroniger. Kroniger qualifizierte sich für das Viertelfinale, trat dort jedoch nicht an. Helten erreichte das Finale und wurde Fünfte.

Österreich wurde durch Silvia Schinzel vertreten, die im Viertelfinale ausschied.

Die Liechtensteinerin Helen Ritter, spätere Helen Bischofberger, schied in der Vorrunde aus.

Läuferinnen aus der Schweiz nahmen nicht teil.

## Rekorde

### Bestehende Rekorde
In den Jahren damals gab es noch ein Nebeneinander zwischen handgestoppten und auf Zehntelsekunden gerundeten elektronisch genommenen Zeiten einerseits sowie rein elektronisch gestoppten auf Hundertstelsekunden gerundeten Zeiten andererseits. Die offiziellen Bestenlisten bestanden aus einer Mischung, in die beide Arten von Zeitmessung gemeinsam eingingen. Auch handgestoppte Zeiten waren damals noch Teil der offiziellen Besten- und Rekordlisten, was sich vor allem auf den kurzen Strecken auswirkte und zu voneinander abweichenden Rekorden führte. Da jedoch die handgestoppten Zeiten aufgrund der Reaktionsverzögerung der Zeitnehmer ca. ein bis zwei Zehntelsekunden besser waren als die elektronisch ermittelten Werte, gab es bald getrennte Auflistungen. Von 1977 an wurden auch offiziell nur noch die elektronischen Zeiten geführt.
Die beiden folgenden Übersichten stellen beide oben beschriebenen Rekordzeiten in getrennten Tabellen dar.
| Rekorde mit elektronischer Zeitnahme | Rekorde mit elektronischer Zeitnahme | Rekorde mit elektronischer Zeitnahme | Rekorde mit elektronischer Zeitnahme                  | Rekorde mit elektronischer Zeitnahme |
| ------------------------------------ | ------------------------------------ | ------------------------------------ | ----------------------------------------------------- | ------------------------------------ |
| Weltrekord                           | 22,21 s                              | Irena Szewińska ( Polen)             | Potsdam, DDR (heute Deutschland)                      | 13. Juni 1974                        |
| Olympischer Rekord                   | 22,40 s                              | Renate Stecher ( DDR)                | Finale OS München, BR Deutschland (heute Deutschland) | 7. September 1972                    |

| Rekordübersicht mit gemischt ermittelten Zeiten | Rekordübersicht mit gemischt ermittelten Zeiten | Rekordübersicht mit gemischt ermittelten Zeiten | Rekordübersicht mit gemischt ermittelten Zeiten       | Rekordübersicht mit gemischt ermittelten Zeiten |
| ----------------------------------------------- | ----------------------------------------------- | ----------------------------------------------- | ----------------------------------------------------- | ----------------------------------------------- |
| Weltrekord                                      | 22,1 s                                          | Renate Stecher ( DDR)                           | Dresden, DDR (heute Deutschland)                      | 21. Juli 1973                                   |
| Olympischer Rekord                              | 22,4 s                                          | Renate Stecher ( DDR)                           | Finale OS München, BR Deutschland (heute Deutschland) | 7. September 1972                               |

### Rekordegalisierungen / -verbesserungen
Bei Windstille egalisierte die Olympiasiegerin Bärbel Eckert aus der DDR im Finale am 28. Juli den bestehenden unabhängig von handgestoppter oder elektronisch genommener Zeitnahme auf Zehntelsekunden gerundeten olympischen Rekord von 22,4 s. Gleichzeitig verbesserte sie damit den per elektronisch genommener Zeitnahme auf Hundertstelsekunden gerundeten olympischen Rekord um drei Hundertstelsekunden auf 22,37 s.

## Durchführung des Wettbewerbs
Die Athletinnen traten am 26. Juli zu sechs Vorläufen an. Die jeweils fünf Laufbesten – hellblau unterlegt – und die nachfolgend zwei Zeitschnellsten – hellgrün unterlegt – kamen ins Viertelfinale am selben Tag. Hieraus erreichten die jeweils vier Laufbesten – wiederum hellblau unterlegt – das Halbfinale am 28. Juli. Aus den Vorentscheidungen qualifizierten sich die vier Laufbesten – hellblau unterlegt – für das Finale, das am selben Tag stattfand.

## Zeitplan
26. Juli, 11:45 Uhr: Vorläufe

26. Juli, 15:45 Uhr: Viertelfinale

28. Juli, 15:00 Uhr: Halbfinale

28. Juli, 18:10 Uhr: Finale
Anmerkung:
Alle Zeiten sind in Ortszeit Montreal (UTC−5) angegeben.

## Vorrunde
Datum: 26. Juli 1976, ab 11:45 Uhr

### Vorlauf 1
Wind: ±0,00 m/s
| Platz | Name                  | Nation         | Zeit    |
| ----- | --------------------- | -------------- | ------- |
| 1     | Chandra Cheeseborough | USA            | 23,17 s |
| 2     | Denise Robertson      | Großbritannien | 52,60 s |
| 3     | Rosie Allwood         | Jamaika        | 23,34 s |
| 4     | Marjorie Bailey       | Kanada         | 23,36 s |
| 5     | Annegret Kroniger     | BR Deutschland | 23,43 s |
| 6     | Beverley Goddard      | Großbritannien | 23,64 s |
| DNS   | Isabel Taylor         | Kuba           |         |

### Vorlauf 2
Wind: ±0,00 m/s
| Platz | Name             | Nation     | Zeit    |
| ----- | ---------------- | ---------- | ------- |
| 1     | Bärbel Eckert    | DDR        | 23,78 s |
| 2     | Susan Jowett     | Neuseeland | 24,12 s |
| 3     | Joanne McTaggart | Kanada     | 24,35 s |
| 4     | Freida Davy      | Barbados   | 24,45 s |
| DNS   | Linda Haglund    | Schweden   |         |
| DNS   | Brenda Morehead  | USA        |         |
| DNS   | Carmen Valdés    | Kuba       |         |

### Vorlauf 3
Wind: ±0,00 m/s
| Platz | Name                     | Nation         | Zeit    |
| ----- | ------------------------ | -------------- | ------- |
| 1     | Raelene Boyle            | Australien     | 23,12 s |
| 2     | Nadeschda Besfamilnaja   | Sowjetunion    | 23,39 s |
| 3     | Annegret Richter         | BR Deutschland | 23,47 s |
| 4     | Chantal Réga             | Frankreich     | 23,54 s |
| 5     | Silvia Schinzel          | Österreich     | 23,74 s |
| 6     | Silvina Pereira da Silva | Brasilien      | 24,00 s |
| 7     | Carolina Rieuwpassa      | Indonesien     | 24,86 s |
| DNS   | Miriama Tuisorisori      | Fidschi        |         |

### Vorlauf 4
Wind: ±0,00 m/s
| Platz | Name                 | Nation         | Zeit    |
| ----- | -------------------- | -------------- | ------- |
| 1     | Debra Armstrong      | USA            | 23,18 s |
| 2     | Catherine Delachanal | Frankreich     | 23,38 s |
| 3     | Inge Helten          | BR Deutschland | 23,40 s |
| 4     | Ljudmila Maslakowa   | Sowjetunion    | 23,51 s |
| 5     | Lea Alaerts          | Belgien        | 23,53 s |
| 6     | Helen Golden         | Großbritannien | 23,77 s |
| 7     | Helen Ritter         | Liechtenstein  | 26,15 s |
| 8     | Marie-Louise Pierre  | Haiti          | 28,19 s |

### Vorlauf 5
Wind: ±0,00 m/s
| Platz | Name                 | Nation         | Zeit    |
| ----- | -------------------- | -------------- | ------- |
| 1     | Carla Bodendorf      | DDR            | 22,98 s |
| 2     | Jacqueline Pusey     | Jamaika        | 23,56 s |
| 3     | Debbie Wells         | Australien     | 23,78 s |
| 4     | Ildikó Erdélyi       | Ungarn         | 24,35 s |
| 5     | Mona-Lisa Pursiainen | Finnland       | 24,52 s |
| DNS   | Rita Bottiglieri     | Italien        |         |
| DNS   | Sonia Lannaman       | Großbritannien |         |

### Vorlauf 6
Wind: ±0,00 m/s
| Platz | Name                  | Nation                  | Zeit    |
| ----- | --------------------- | ----------------------- | ------- |
| 1     | Renate Stecher        | DDR                     | 22,75 s |
| 2     | Tetjana Prorotschenko | Sowjetunion             | 23,21 s |
| 3     | Patty Loverock        | Kanada                  | 23,34 s |
| 4     | Lilijana Panajotowa   | Bulgarien               | 23,49 s |
| 5     | Carol Cummings        | Jamaika                 | 23,50 s |
| 6     | Divina Estrella       | Dominikanische Republik | 24,95 s |
| DNS   | Fulgencia Romay       | Kuba                    |         |

## Viertelfinale
Datum: 26. Juli 1976, ab 15:45 Uhr

### Lauf 1
Wind: +0,71 m/s
| Platz | Name                   | Nation         | Zeit    |
| ----- | ---------------------- | -------------- | ------- |
| 1     | Carla Bodendorf        | DDR            | 23,20 s |
| 1     | Debra Armstrong        | USA            | 23,20 s |
| 3     | Annegret Richter       | BR Deutschland | 23,35 s |
| 4     | Nadeschda Besfamilnaja | Sowjetunion    | 23,48 s |
| 5     | Debbie Wells           | Australien     | 23,65 s |
| 6     | Lea Alaerts            | Belgien        | 23,80 s |
| 7     | Lilijana Panajotowa    | Bulgarien      | 23,87 s |
| 8     | Susan Jowett           | Neuseeland     | 24,23 s |

### Lauf 2
Wind: +1,43 m/s
| Platz | Name                  | Nation         | Zeit    |
| ----- | --------------------- | -------------- | ------- |
| 1     | Raelene Boyle         | Australien     | 22,97 s |
| 2     | Inge Helten           | BR Deutschland | 23,09 s |
| 3     | Tetjana Prorotschenko | Sowjetunion    | 23,11 s |
| 4     | Chantal Réga          | Frankreich     | 23,00 s |
| 5     | Rosie Allwood         | Jamaika        | 23,40 s |
| 6     | Beverley Goddard      | Großbritannien | 23,74 s |
| 7     | Mona-Lisa Pursiainen  | Finnland       | 24,10 s |
| 8     | Joanne McTaggart      | Kanada         | 24,47 s |

### Lauf 3
Wind: ±0,00 m/s
| Platz | Name                  | Nation         | Zeit    |
| ----- | --------------------- | -------------- | ------- |
| 1     | Renate Stecher        | DDR            | 23,04 s |
| 2     | Chandra Cheeseborough | USA            | 23,19 s |
| 3     | Marjorie Bailey       | Kanada         | 23,24 s |
| 4     | Jacqueline Pusey      | Jamaika        | 23,42 s |
| 5     | Catherine Delachanal  | Frankreich     | 23,65 s |
| 6     | Silvia Schinzel       | Österreich     | 23,95 s |
| DNS   | Annegret Kroniger     | BR Deutschland |         |

### Lauf 4
Wind: +1,11 m/s
| Platz | Name               | Nation         | Zeit    |
| ----- | ------------------ | -------------- | ------- |
| 1     | Bärbel Eckert      | DDR            | 22,85 s |
| 2     | Patty Loverock     | Kanada         | 23,03 s |
| 3     | Denise Robertson   | Australien     | 23,12 s |
| 4     | Carol Cummings     | Jamaika        | 23,45 s |
| 5     | Ljudmila Maslakowa | Sowjetunion    | 23,63 s |
| 6     | Helen Golden       | Großbritannien | 23,94 s |
| 7     | Freida Davy        | Barbados       | 24,27 s |
| DNS   | Ildikó Erdélyi     | Ungarn         |         |

## Halbfinale
Datum: 28. Juli 1976, ab 15:00 Uhr

### Lauf 1
Wind: ±0,00 m/s
| Platz | Name                  | Nation         | Zeit    | Anmerkung    |
| ----- | --------------------- | -------------- | ------- | ------------ |
| 1     | Renate Stecher        | DDR            | 22,68 s |              |
| 2     | Carla Bodendorf       | DDR            | 22,84 s |              |
| 3     | Inge Helten           | BR Deutschland | 22,97 s |              |
| 4     | Tetjana Prorotschenko | Sowjetunion    | 23,03 s |              |
| 5     | Marjorie Bailey       | Kanada         | 23,06 s |              |
| 6     | Debra Armstrong       | USA            | 23,16 s |              |
| 7     | Carol Cummings        | Jamaika        | 23,41 s |              |
| DSQ   | Raelene Boyle         | Australien     |         | 2 Fehlstarts |

### Lauf 2
Wind: ±0,00 m/s
| Platz | Name                   | Nation         | Zeit    |
| ----- | ---------------------- | -------------- | ------- |
| 1     | Bärbel Eckert          | DDR            | 22,71 s |
| 2     | Annegret Richter       | BR Deutschland | 22,90 s |
| 3     | Denise Richardson      | Australien     | 22,91 s |
| 4     | Chantal Réga           | Frankreich     | 23,00 s |
| 5     | Patty Loverock         | Kanada         | 23,09 s |
| 6     | Chandra Cheeseborough  | USA            | 23,20 s |
| 7     | Jacqueline Pusey       | Jamaika        | 23,31 s |
| 8     | Nadeschda Besfamilnaja | Sowjetunion    | 23,38 s |

## Finale

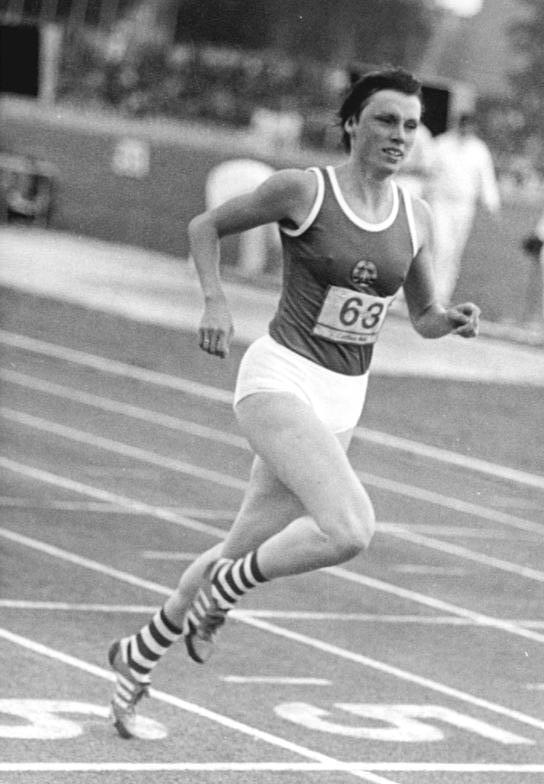
Olympiasiegerin Bärbel Eckert,
spätere Bärbel Wöckel

Datum: 26. Juli 1976, 18:10 Uhr
Wind: ±0,00 m/s
| Platz | Name                  | Nation         | Zeit    | Anmerkung  |
| ----- | --------------------- | -------------- | ------- | ---------- |
| 1     | Bärbel Eckert         | DDR            | 22,37 s | ORe / ORel |
| 2     | Annegret Richter      | BR Deutschland | 22,39 s |            |
| 3     | Renate Stecher        | DDR            | 22,47 s |            |
| 4     | Carla Bodendorf       | DDR            | 22,64 s |            |
| 5     | Inge Helten           | BR Deutschland | 22,68 s |            |
| 6     | Tetjana Prorotschenko | Sowjetunion    | 23,03 s |            |
| 7     | Denise Robertson      | Australien     | 23,05 s |            |
| 8     | Chantal Réga          | Frankreich     | 23,09 s |            |

Für das Finale hatten sich gleich fünf Deutsche qualifiziert, drei Sprinterinnen aus der DDR sowie zwei aus der Bundesrepublik Deutschland. Komplettiert wurde das Finalfeld mit jeweils einer Athletin aus Australien, Frankreich und der Sowjetunion. Nach der Disqualifikation der Australierin Raelene Boyle im Halbfinale wegen Fehlstarts galt die DDR-Sprinterin Renate Stecher als Favoritin. Aber vor allem nach ihrem Olympiasieg über 100 Meter zählte auch Annegret Richter zu den Gold-Kandidatinnen. Stark eingeschätzt wurden darüber hinaus Stechers Teamkameradinnen Bärbel Eckert und Carla Bodendorf, früher auch bekannt unter ihrem Namen Carla Rietig.
Auf den ersten 100 Metern bahnte sich noch keine Entscheidung an. Vier Läuferinnen kamen nur durch minimale Abstände getrennt aus der Kurve. Richter und Eckert lagen hauchdünn vor Stecher und Helten. Auch auf der Zielgeraden blieb es zwischen Richter und Eckert eng. Bärbel Eckert setzte sich zum Schluss durch und gewann mit olympischem Rekord die Goldmedaille. Nur zwei Hundertstelsekunden hinter ihr kam Annegret Richter ins Ziel, die wiederum acht Hundertstelsekunden Vorsprung auf Renate Stecher hatte. Carla Bodendorf machte auf den letzten hundert Metern einigen Boden gut und wurde Vierte, Inge Helten erreichte Rang fünf. Somit gingen erstmals in der olympischen Geschichte die ersten fünf Plätze einer Leichtathletikdisziplin ausschließlich an deutsche Teilnehmerinnen, die in der Zeit des geteilten Deutschlands hier allerdings als zwei unterschiedliche Nationen auftraten.

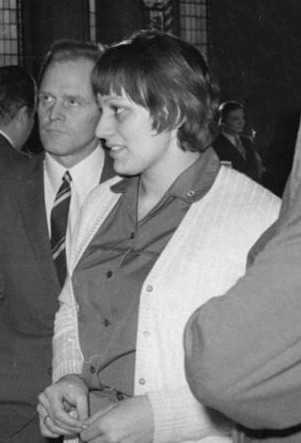
Bronze gab es diesmal für die Doppelolympiasiegerin im Sprint von 1972 Renate Stecher
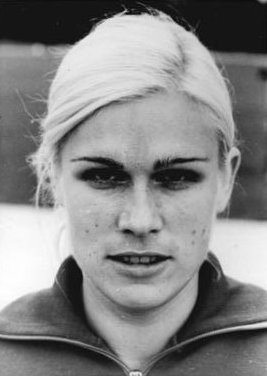
Die viertplatzierte Carla Bodendorf, frühere Carla Rietig

## Videolinks
- 1976 Olympics Women's 200 m All Stages (prelims, semi-final and final), youtube.com, abgerufen am 19. Dezember 2017
- 1976 Olympic 200m Final Women, youtube.com, abgerufen am 19. Dezember 2017